# Světový pohár v judu 2010
Světový pohár (SP) v judu za rok 2010 tvořily turnaje Grand Slam/Prix, kontinentální turnaje světového poháru a turnaj mistrů. Body za úmístění z těchto turnajů se primárně počítají do olympijské kvalifikace a dále hrají významnou, ne však zásadní roli při nasazování judistů do pavouku turnajů.

## Vítězové SP v roce 2010

### Turnaj mistrů
| turnaj | měsíc | rod  | superlehká váha | pololehká váha | lehká váha    | polostřední váha | střední váha | polotěžká váha | těžká váha   |
| ------ | ----- | ---- | --------------- | -------------- | ------------- | ---------------- | ------------ | -------------- | ------------ |
| Suwon  | Leden | muži | R. Sobirov      | S. Mijáragčá   | Pang Kwi-man  | Kim Če-pom       | T. Ono       | T. Anai        | T. Riner     |
| Suwon  | Leden | ženy | H. Asamiová     | M. Nakamuraová | K. Macumotová | J. Uenová        | Hwang Je-sul | C. Lebrunová   | Čchin Čchien |

### Grand Slam (GS) / Grand Prix (GP)
Sérii štědře dotovaných turnajů Grand Slam a Grand Prix pořádá Mezinárodní judistická federace. Největší prestiž mají Tokijský Grand Slam (Kano Cup) a Pařížský Grand Slam (Pařížský turnaj).

#### Muži
| turnaj | turnaj         | měsíc    | superlehká váha | pololehká váha | lehká váha    | polostřední váha | střední váha | polotěžká váha   | těžká váha   |
| ------ | -------------- | -------- | --------------- | -------------- | ------------- | ---------------- | ------------ | ---------------- | ------------ |
| GS     | Paříž          | Únor     | D. Asumbani     | Kim Ču-čin     | Wang Ki-čchun | L. Guilheiro     | T. Ono       | E. van der Geest | T. Riner     |
| GP     | Düsseldorf     | Únor     | G. Zantaraija   | Ch. Cagánbátar | S. Ňam-Očir   | Kim Če-pom       | J. Jošida    | T. Anai          | I. al-Šihábí |
| GP     | Tunis          | Květen   | R. Sobirov      | R. Drakšič     | V. Soroka     | O. Bischof       | T. Ono       | J. Bedulin       | K. Suzuki    |
| GS     | Rio de Janeiro | Červenec | H. Hiraoka      | A. Gadanov     | H. Akimoto    | T. Marijanović   | H. Pessanha  | E. van der Geest | K. Takahaši  |
| GS     | Moskva         | Květen   | R. Sobirov      | M. Moguškov    | B. Darbelet   | I. Nifontov      | T. Ono       | L. Corrêa        | I. al-Šihábí |
| GP     | Rotterdam      | Listopad | A. Papinašvili  | M. Puljajev    | J. Pina       | G. Elmont        | J. Jošida    | H. Grol          | H. Tačijama  |
| GP     | Abú Zabí       | Listopad | B. Mudranov     | M. Moguškov    | M. Isajev     | S. Maresch       | X. Nabiev    | R. Saidov        | A. Tölzer    |
| GS     | Kano Cup       | Prosinec | H. Jamamoto     | M. Fukuoka     | R. Nakaja     | T. Nakai         | M. Nišijama  | T. Anai          | Kim Song-min |
| GP     | Čching-tao     | Prosinec | G. Boldbátar    | A. Gadanov     | U. Legrand    | S. Magomedov     | K. Děnisov   | S. Samojlovič    | I. al-Šihábí |

#### Ženy
| turnaj | turnaj         | měsíc    | superlehká váha  | pololehká váha | lehká váha      | polostřední váha   | střední váha   | polotěžká váha | těžká váha      |
| ------ | -------------- | -------- | ---------------- | -------------- | --------------- | ------------------ | -------------- | -------------- | --------------- |
| GS     | Paříž          | Únor     | E. Jamagišiová   | M. Nakamuraová | K. Macumotová   | G. Émaneová        | L. Décosseová  | A. Ogataová    | J. Ivaščenková  |
| GP     | Düsseldorf     | Únor     | T. Fukumiová     | S. Haddadová   | K. Macumotová   | C. Malzahnová      | M. Watanabeová | H. Wollertová  | M. Tačimotová   |
| GP     | Tunis          | Květen   | A. Dumitruová    | M. Kelmendiová | A. Paviaová     | C. Malzahnová      | H. Tačimotová  | A. Tcheuméová  | L. Polavderová  |
| GS     | Rio de Janeiro | Červenec | T. Fukumiová     | M. Nakamuraová | K. Macumotová   | J. Uenová          | L. Décosseová  | R. Satóová     | L. Polavderová  |
| GS     | Moskva         | Květen   | E. Jamagišiová   | J. Nišidaová   | S. Filzmoserová | G. Émaneová        | A. Mészárosová | Jang Siou-li   | M. Cukadaová    |
| GP     | Rotterdam      | Listopad | Ch. Van Snicková | J. Sundberová  | A. Satóová      | E. Willeboordseová | H. Tačimotová  | A. Ogataová    | G. Kocatürková  |
| GP     | Abú Zabí       | Listopad | A. Dumitruová    | J. Ramosová    | S. Filzmoserová | Sü Jü-chua         | R. Sraková     | K. Harrisonová | Liou Chuan-jüan |
| GS     | Kano Cup       | Prosinec | T. Fukumiová     | J. Nišidaová   | K. Macumotová   | C. Agbegnenouová   | H. Tačimotová  | A. Tcheuméová  | M. Tačimotová   |
| GP     | Čching-tao     | Prosinec | Wu Šu-ken        | P. Gnetová     | N. Udakaová     | R. Kozawaová       | L. Bolderová   | Jang Siou-li   | Jü Sung         |

### Světový pohár (SP)
Ostatní méně bodované turnaje světového poháru.

#### Muži
| turnaj | turnaj            | měsíc    | superlehká váha | pololehká váha   | lehká váha      | polostřední váha | střední váha     | polotěžká váha | těžká váha    |
| ------ | ----------------- | -------- | --------------- | ---------------- | --------------- | ---------------- | ---------------- | -------------- | ------------- |
| SP     | Tbilisi           | Leden    | D. Asumbani     | Š. Kardava       | M. Kodzokov     | L. Ciklauri      | M. Bodaveli      | M. Magomedov   | M. Momose     |
| SP     | Vídeň             | Únor     | D. Tömörchüleg  | R. Drakšič       | H. Akimoto      | T. Nakai         | D. Nišijama      | K. Takagi      | H. Tačijama   |
| SP     | Praha             | Únor     | E. Verde        | A. Nazarjan      | Pang Kwi-man    | Kim Če-pom       | V. Lipartelijani | J. Bedulin     | S. Bondarenko |
| SP     | Káhira            | Květen   | Che Jün-lung    | K. Chanmagomedov | R. Bokijev      | E. Mammadli      | K. Voprosov      | T. Fabre       | I. al-Šihábí  |
| SP     | São Paulo         | Květen   | B. Mudranov     | Ch. Cagánbátar   | B. Mendonça     | L. Guilheiro     | H. Pessanha      | L. Corrêa      | R. Zimmermann |
| SP     | Madrid            | Červen   | H. Jamamoto     | D. Kozlov        | J. Ježek        | T. Nakai         | T. Camilo        | I. Cirekidze   | R. Silva      |
| SP     | Lisabon           | Červen   | T. Englmaier    | S. Drebot        | J. Pina         | F. Canto         | R. Buffet        | K. Krpálek     | T. Riner      |
| SP     | Isla de Margarita | Červen   | J. Guédez       | R. Valderrama    | N. Delpopolo    | N. Elias         | H. Campos        | C. Schmidt     | A. Turner     |
| SP     | San Salvador      | Červen   | N. Castillo     | L. Revite        | N. Delpopolo    | N. Elias         | H. Campos        | K. Vashkulat   | D. Moura      |
| SP     | Ulánbátar         | Červenec | D. Tömörchüleg  | Ch. Cagánbátar   | G. Pürevdordž   | Kim Če-pom       | Kwon Jong-u      | N. Tüvšinbajar | G. Eitel      |
| SP     | Miami             | Srpen    | S. Pessoa Jr.   | M. Popiel        | N. Tritton      | D. Lima          | A. Émond         | A. Kostojev    | Kim Song-pom  |
| SP     | Almaty            | Září     | G. Boldbátar    | K. Chanmagomedov | N. Jo'raqobilov | M. Chabačirov    | T. Bolat         | M. Rakov       | R. Sajidov    |
| SP     | Řím               | Říjen    | F. Kitadai      | Čo Čun-ho        | Pang Kwi-man    | S. Maresch       | H. Pessanha      | T. Chajbulajev | M. Padar      |
| SP     | Minsk             | Říjen    | R. Mšvidobadze  | D. Lavrentijev   | M. Mačin        | J. Razvozov      | V. Semjonov      | J. Bedulin     | V. Osnač      |
| SP     | Apia              | Listopad | S. Pessoa Jr.   | K. Chanmagomedov | M. Nietlispach  | M. Kazydub       | A. Sitimov       | D. Kelly       | C. Zegarra    |
| SP     | Suwon             | Prosinec | Čchö Kwang-hjon | D. Fâșie         | Wang Ki-čchun   | Kim Če-pom       | K. Magomedov     | Pak Son-u      | Kim Song-min  |

#### Ženy
| turnaj | turnaj            | měsíc    | superlehká váha  | pololehká váha  | lehká váha      | polostřední váha | střední váha   | polotěžká váha   | těžká váha        |
| ------ | ----------------- | -------- | ---------------- | --------------- | --------------- | ---------------- | -------------- | ---------------- | ----------------- |
| SP     | Sofie             | Leden    | Ch. Van Snicková | N. Kuzjutinová  | C. Căprioriuová | R. Kozawaová     | Y. Imaiová     | A. Velenšeková   | L. Polavderová    |
| SP     | Budapešť          | Únor     | H. Asamiová      | Č. Kagajaová    | A. Satóová      | K. Abeová        | E. Boschová    | M. Aguiarová     | M. Tačimotová     |
| SP     | Varšava           | Únor     | A. Rosseneuová   | A. Samatová     | C. Căprioriuová | E. Stamová       | I. Marzoková   | A. Joóová        | É. Bisséniová     |
| SP     | Káhira            | Květen   | N. Kondratěvová  | M. Richardová   | S. Loková       | C. Mönchzajá     | L. Bolderová   | M. Pryščepová    | M. Prokofjevová   |
| SP     | São Paulo         | Květen   | S. Menezesová    | N. Kuzjutinová  | Y. Lupeteyová   | Sü Li-li         | O. Cortésová   | K. Harrisonová   | I. Ortízová       |
| SP     | Bukurešť          | Červen   | A. Dumitruová    | An Kum-e        | C. Căprioriuová | V. Beđetiová     | M. Riadová     | A. Joóová        | Liou Chuan-jüan   |
| SP     | Tallinn           | Červen   | C. Bogdanová     | M. Mullerová    | H. Karakasová   | E. Šlezingrová   | K. Pollingová  | D. Pogorzelecová | Liou Chuan-jüan   |
| SP     | Isla de Margarita | Červen   | P. Paretová      | Y. Bermoyová    | Y. Lupeteyová   | Y. Abelová       | O. Cortésová   | K. Harrisonová   | I. Ortízová       |
| SP     | San Salvador      | Červen   | P. Paretová      | A. Fernandesová | M. Malloyová    | C. Minakawaová   | S. Mendozaová  | K. Harrisonová   | V. Zambottiová    |
| SP     | Ulánbátar         | Červenec | H. Asamiová      | J. Nišidaová    | Kim Čan-ti      | C. Mönchzajá     | Hwang Je-sul   | C. Jacquesová    | I Čong-un         |
| SP     | Miami             | Srpen    | P. Paretová      | J. Rodriguezová | M. Malloyová    | D. Yuriová       | M. Pérezová    | K. Harrisonová   | R. Nunesová       |
| SP     | Taškent           | Září     | M. Uranceceg     | Kim Kjong-ok    | Kim Čan-ti      | I. Tanimotová    | N. Smalová     | Čong Kjong-mi    | Kim Na-jong       |
| SP     | Birmingham        | Říjen    | Ch. Van Snicková | M. Mullerová    | H. Karakasová   | U. Žolnirová     | K. Pollingová  | K. Harrisonová   | A.-S. Mondièreová |
| SP     | Baku              | Říjen    | O. Suchová       | A. Samatová     | J. Bukuvalaová  | E. Šlezingrová   | K. Zupancicová | A. Matrosovová   | B. Z. Kayaová     |
| SP     | Apia              | Listopad | L. Kerneyová     | A. Delgadová    | C. Renziová     | M. Lamarcheová   | K. Sellová     | M. Lévesqueová   | J. Shepherdová    |
| SP     | Suwon             | Prosinec | M. Uranceceg     | J. Hašimotová   | C. Căprioriuová | Sü Li-li         | Hwang Je-sul   | Čong Kjong-mi    | Jü Sung           |